# Cuevavirus
Cuevavirus es un género de la familia Filoviridae, que se incluye en el orden Mononegavirales. Cuevavirus incluye una sola especie, Lloviu virus, con un único miembro, el virus Lloviu (LLOV).
Fue descubierto en la Cueva de Lloviu en Asturias, España, en una especie de murciélagos conocidos como murciélagos de dedos largos de Schreiber (Miniopterus schreibersii). LLOV es un pariente lejano de los más conocidos virus Ébola y Marburg. Aunque tiene las características de los filovirus, no ha sido relacionado en la actualidad con casos de enfermedad en ningún ser humano ni animal.